# Avila Beach

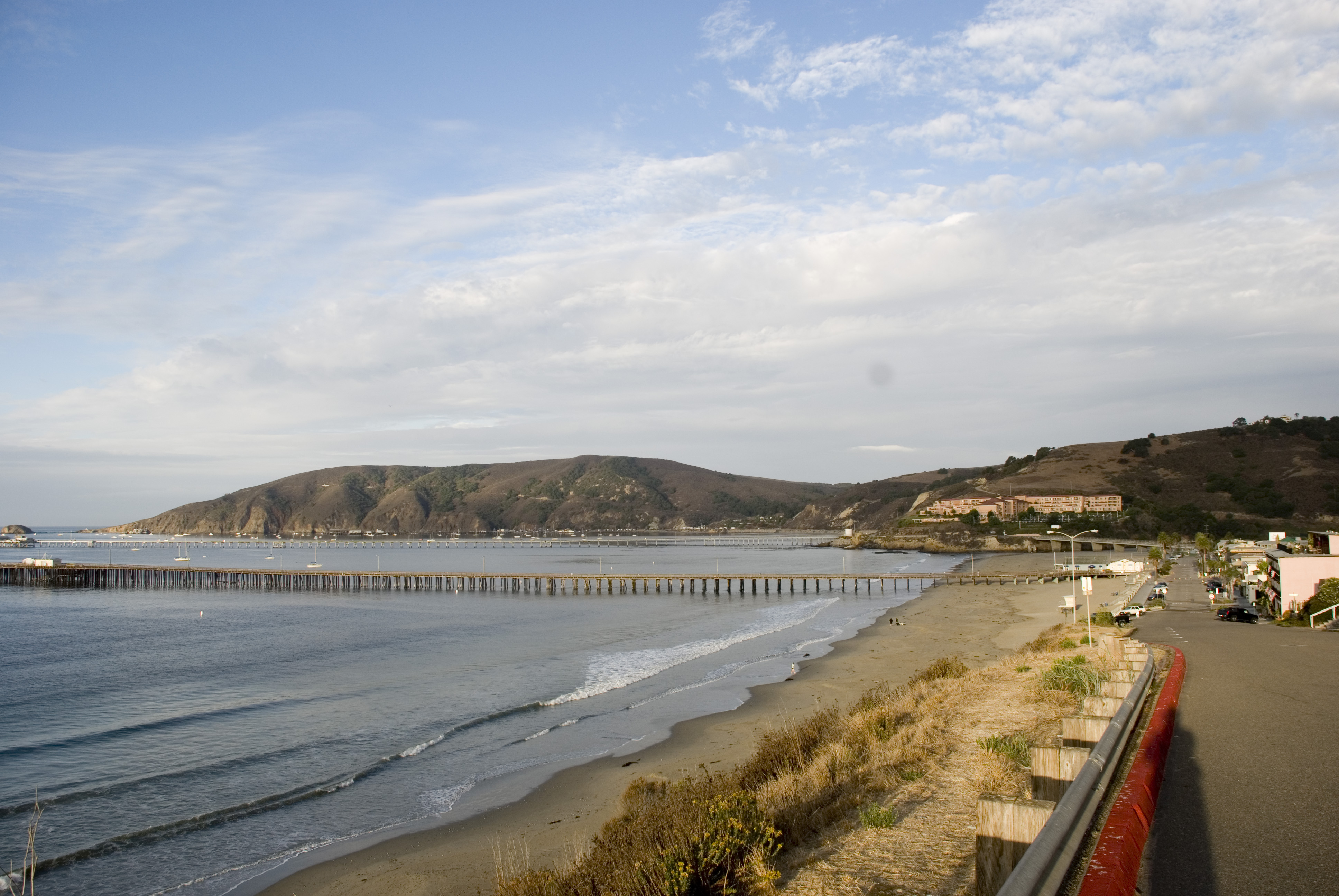
Het strand van Avila Beach, met de kaap Point San Luis links in beeld.

Avila Beach is een kleine plaats (census-designated place) in San Luis Obispo County, in de Amerikaanse staat Californië. Volgens de volkstelling van 2010 woonden er 1627 mensen.

## Geografie
Het dorp ligt aan de kleine San Luis Bay, een baai van de Stille Oceaan, ten noordwesten van Arroyo Grande en ten zuidzuidwesten van San Luis Obispo.
Volgens het United States Census Bureau omvat de CDP Avila Beach een oppervlakte van 15,6 km², waarvan 0,29% oppervlaktewater is.

## Demografie
De volkstelling van 2010 wees uit dat Avila Beach 1627 inwoners telde. De bevolkingsdichtheid bedroeg 104,2 inwoners/km². De etnische samenstelling van de bevolking was als volgt: 92,6% blank, 2,0% Aziatisch, 0,8% Afro-Amerikaans en 0,4% indiaans. Daarnaast gaf 2,1% aan van een ander ras te zijn en 2,0% van twee of meer rassen. Van de totale populatie identificeerde 6,8% zich als Hispanic of Latino.